# Rugby en los Juegos del Pacífico Sur 1966
El Rugby en los Juegos del Pacífico Sur 1966 se disputó en diciembre de 1966 en Noumea, participaron 4 selecciones de Oceania.

## Resultados
| Pos | Países             | Partidos | Partidos | Partidos | Partidos | Tantos | Tantos | Tantos | Pts |
| Pos | Países             | J        | G        | E        | P        | PF     | PC     | DP     | Pts |
| --- | ------------------ | -------- | -------- | -------- | -------- | ------ | ------ | ------ | --- |
| 1   | Papúa Nueva Guinea | 3        | 3        | 0        | 0        | 135    | 8      | 127    | 6   |
| 2   | Nueva Caledonia    | 3        | 2        | 0        | 1        | 39     | 47     | -8     | 4   |
| 3   | Nuevas Hébridas    | 3        | 1        | 0        | 2        | 16     | 62     | -46    | 2   |
| 3   | Wallis y Futuna    | 3        | 0        | 0        | 3        | 11     | 84     | -73    | 0   |

#### Resultados
| Diciembre de 1966 | Nueva Caledonia | 15 - 7 | Nuevas Hébridas |  |  |

| Diciembre de 1966 | Nueva Caledonia | 0 - 34 | Papúa Nueva Guinea |  |  |

| Diciembre de 1966 | Nueva Caledonia | 24 - 6 | Wallis y Futuna |  |  |

| Diciembre de 1966 | Nuevas Hébridas | 3 - 47 | Papúa Nueva Guinea |  |  |

| Diciembre de 1966 | Nuevas Hébridas | 6 - 0 | Wallis y Futuna |  |  |

| Diciembre de 1966 | Papúa Nueva Guinea | 54 - 5 | Wallis y Futuna |  |  |